# Annie Lööf
Annie Marie Therése Lööf (svensk udtale: [lø:v], født Johansson, 16. juli 1983 i Värnamo församling i Jönköpings län) er en svensk politiker (Centerpartiet) og jurist. Hun har været Centerpartiets leder siden 2011 og riksdagsmedlem siden riksdagsvalget i 2006, valgt i Jönköpings län. Hun var erhvervsminster fra 2011 til 2014 i regeringen Reinfeldt.
Annie Lööf er født og opvokset i landsbyen Maramö nord for Värnamo. Hun bor nu i Hugge udenfor Stockholm. Hun er datter af Hans-Göran Johansson, som også tilhører Centerpartiet og har været borgmester i Värnamo. Hendes mor, Rose-Marie Johansson (født Jönsson), har arbejdet som bankrådgiver i Föreningssparbanken i Värnamo. Annie Lööf har siden 2011 været gift med Carl-Johan Lööf, tidligere Carlsson. Ægtefællerne antog ved vielsen efternavnet Lööf. Parret har to døtre, født 2015 og 2019.
I sin ungdom var Lööf interesseret i fodbold og politik. Hun spillede fodbold og var som junior fodboldmålmand på IFK Värnamos damefodboldhold. I hednes sidste år på gymnasiet begyndte hun at engagere sig politisk og blev i sommeren 2001 medlem af Centerpartiet. Hun fulgte det samfundsvidenskabelige program ved Finnvedens gymnasium. Hun afsluttede gymnasiet i 2002 med højeste karakter i samtlige fag.
Efter studentereksamen blev hun ansat i Centerpartiets ungdomsforbund (CUF) i Jönköpings län under riksdagsvalget 2002. Samme år fik hun Dag Hammarskjöldsstipendiet for sit engagement for internationale miljø- og fredspørgsmål. Sommeren 2003 var hun barista i London på Coffee Republic.
I september 2003 flyttede Annie Lööf til Lund for at studere jura ved Lunds universitet. I 2005 og 2006 havde sommerferiejob som juridisk assistent i Föreningssparbankan i hjembyent Värnamo, hvor hendes mor arbejdede som bankrådgiver. I 2006 tog hun studieorlov fordi hun blev valgt til i riksdagen ved valget 2006, men hun fortsatte senere studierne sideløbende med rigsdagarbejdet. Hun aflade juristeksamen i august 2011, otte år efter studiestarten. Inden for juriststudiet tog hun specialiseringskurser i kriminologi og Statskundskab på grundniveau samt straffeproces og strafferet på avanceret niveau. De to sidstnævnte kurser læste hun ved Stockholms Universitet. Hun skrev sin eksamensopgave inden for det strafferetlige område og fik højeste karakter (AB) for den.
År 2008 tildeltes Lööf stipendiet Young European Leadership Program fra USA's ambassade i Stockholm.
Annie Lööf valgtes med akklamation til ny partileder for Centerpartiet, som efterfølger til Maud Olofsson, ved partistævnet i Åre 23. september 2011. Hun blev dermed partiets yngste formand gennem tiderne. Samtidigt blev hun også minister da hun overtog den tidligere partilederens post som erhversminister i regeringen Reinfeldt.